# Apfelkren

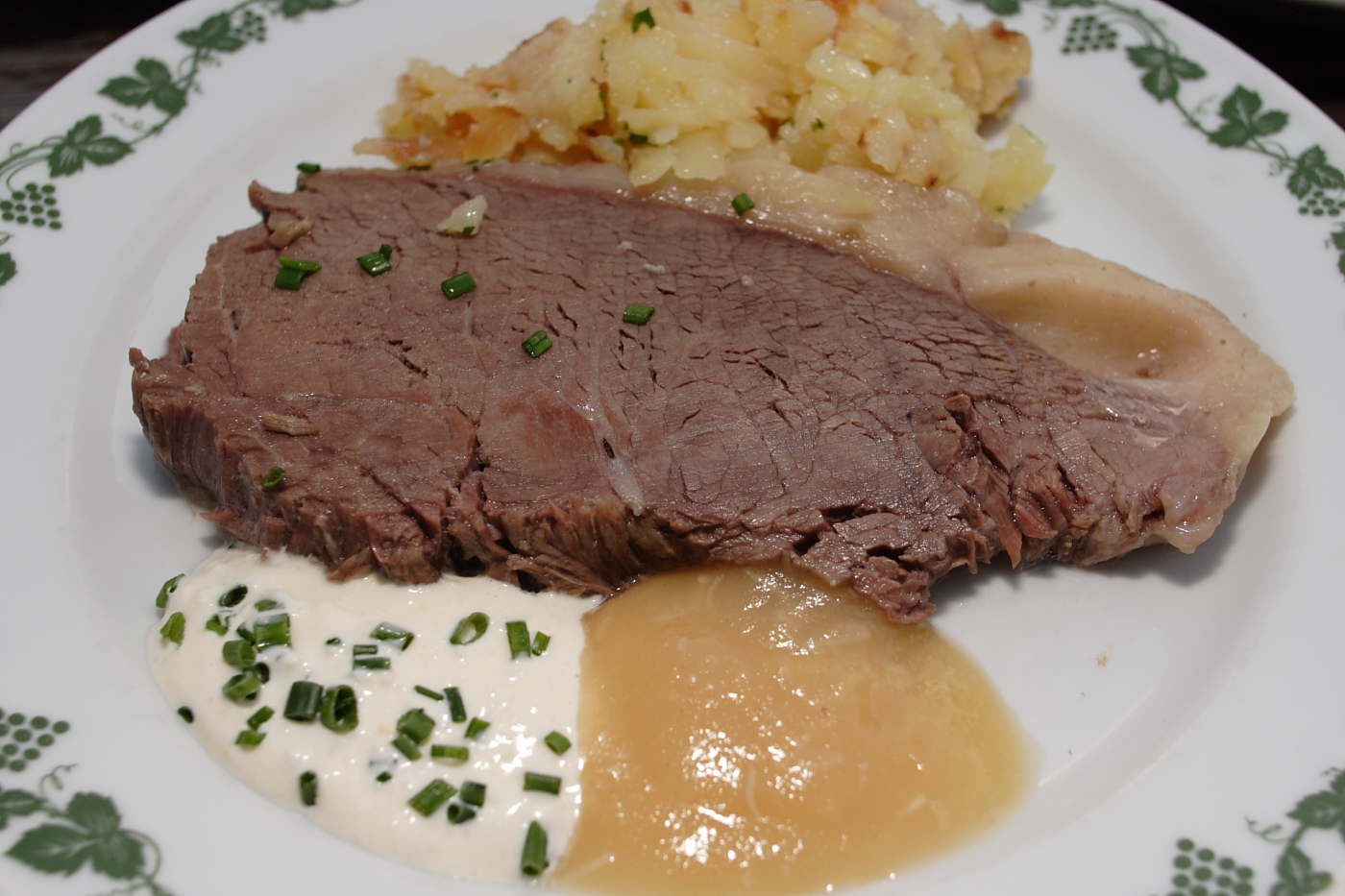
Tafelspitz com apfelkren (em baixo, à direita).

Apfelkren (ou Apfelmeerrettich) é uma especialidade das cozinhas da Áustria e do sul da Alemanha. Consiste num tipo de molho (ou compota), confeccionado com maçã (Apfel, em Alemão) e rábano-picante (designado por Kren ou Meerrettich, em Alemão). São utilizadas preferencialmente maçãs ácidas. O tempero é feito com sumo de limão, sal e um pouco de açúcar.
É normalmente servido como acompanhamento de carne de bovino cozida, fria ou quente. É utilizado, por exemplo, como acompanhamento do Tafelspitz. Também é usado como acompanhamento de peixe fumado.